# Cancer Epidemiology, Biomarkers & Prevention
Cancer Epidemiology, Biomarkers & Prevention is een internationaal, aan collegiale toetsing onderworpen wetenschappelijk tijdschrift op het gebied van de oncologie. De naam wordt in literatuurverwijzingen meestal afgekort tot Canc. Epidemiol. Biomarkers Prev. Het wordt uitgegeven door de American Association for Cancer Research en verschijnt maandelijks. Het eerste nummer verscheen in 1991.